# Shenandoahtal

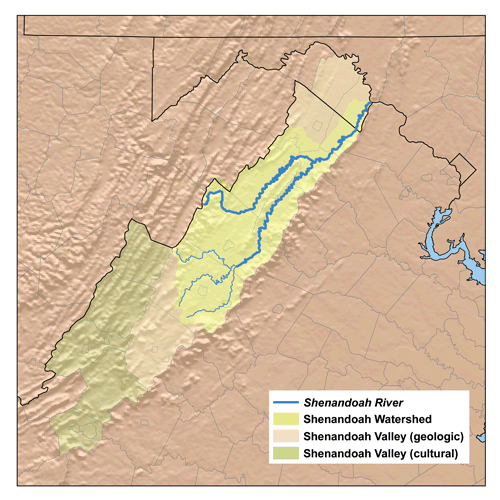
Das Shenandoah Valley mit dem Shenandoah River

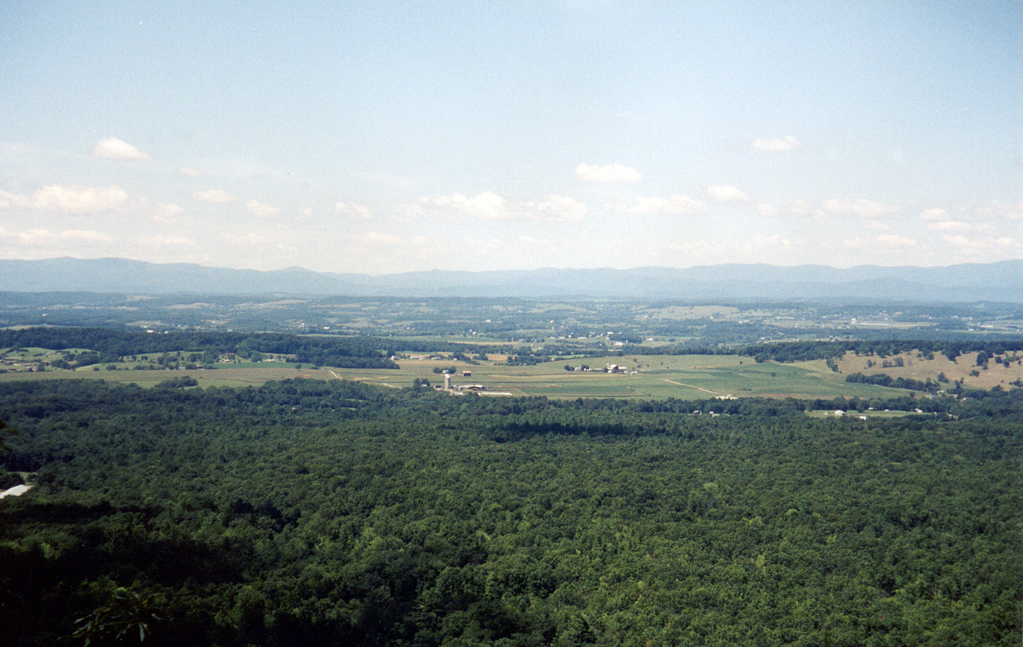
Blick von Osten (Blue Ridge Mountains) auf Augusta County im Shenandoahtal (im Hintergrund die Allegheny Mountains)

Das Shenandoahtal (englisch Shenandoah Valley) ist ein Gebiet im Appalachen-Gebirge im Osten der Vereinigten Staaten von Amerika. Es liegt großenteils im Westen des Bundesstaats Virginia und zu einem kleineren Teil im äußersten Nordosten von West Virginia.
Es erstreckt sich in der Tal-und-Grat-Zone (Valley and Ridge) der Appalachen zwischen dem Appalachen- und dem Allegheny-Plateau im Westen und den Blue Ridge Mountains im Osten und gehört zum Großen Tal (Great Valley) der Appalachen.
Durch das Tal fließt der namengebende Shenandoah (lokale indigene Sprache Shenandoah: Tochter der Sterne).

## Historische Bedeutungen
Aufgrund seiner strategischen Lage war das Tal im Sezessionskrieg Schauplatz mehrerer Feldzüge; 1862 Jacksons Shenandoah-Feldzug und 1864 den Feldzügen nach Lynchburg, Earlys Raid und Operationen gegen die B & O Eisenbahnlinie und Sheridans Feldzug im Shenandoahtal. Dabei wechselte insbesondere die Kontrolle um den nördlichen Teil um Winchester sehr häufig zwischen Nord- und Südstaaten.
Teile des Gebiets sind seit 1935 als Shenandoah-Nationalpark geschützt.

## Aktuell
Seit 1956 besteht im Tal das Shenandoah Valley Agricultural Research and Extension Center, es ist eine landwirtschaftliche Versuchsanstalt, die zum Virginia Tech gehört. Sie beinhaltet auch eine Gedenkstätte für den Erfinder Cyrus McCormick, der hier auf der ehemaligen Walnut Grove-Farm aufgewachsen ist und den Virginia-Reaper, die bahnbrechende Getreidemähmaschine, 1831 entwickelt hat.